# Okres Písek
Der Okres Písek (Bezirk Pisek) ist ein Bezirk im Jihočeský kraj in Tschechien.
Zahlreiche archäologische Funde zeugen von der Anwesenheit von Menschen bereits in der mittleren Steinzeit. Man findet Siedlungen von Kelten und Slawen, wobei der größte Teil des Bezirks erst im 14. Jahrhundert besiedelt wurde.
Die leicht hügelige Landschaft prägt das Gesichts der Region mit dem höchsten Berg Kozlov (708 Meter). Auf 1.127 km² gibt es viele Nadelwälder und große Wasserflächen (4,6 % der Fläche). Der größte Fluss ist die Moldau und deren Nebenfluss, die Otava, die unter der Burg Zvíkov in die Moldau mündet. Eine große Rolle, vor allem für die Erholung, spielt die Orlík-Talsperre. 70 Tausend Menschen leben in 75 Gemeinden, davon 67 % in den 5 Städten (Písek, Milevsko, Protivín, Mirotice, Mirovice).
Im Bezirk gibt es vor allem folgende Industriezweige: Maschinenbau, Textilindustrie, Elektrotechnik, Holz- und Metallverarbeitung. Eine wichtige Rolle spielt auch die Viehzucht (Rinder, Schweine, Geflügel) sowie der Getreideanbau.
Daneben spielt auch der Fremdenverkehr eine wichtige Rolle. Neben vielen internationalen Festivals (Südböhmisches Musikfestival, Nokturne in Písek, Internationale Filmfestspiele, Kleine Theaterfestivals, internationales Folklorefestival, internationales Festival der Studentenfilme und andere) gibt es auch die Möglichkeit, auf vielen Rad- und Wanderwegen, aber auch auf dem Wasser die Natur zu entdecken.

## Sehenswürdigkeiten

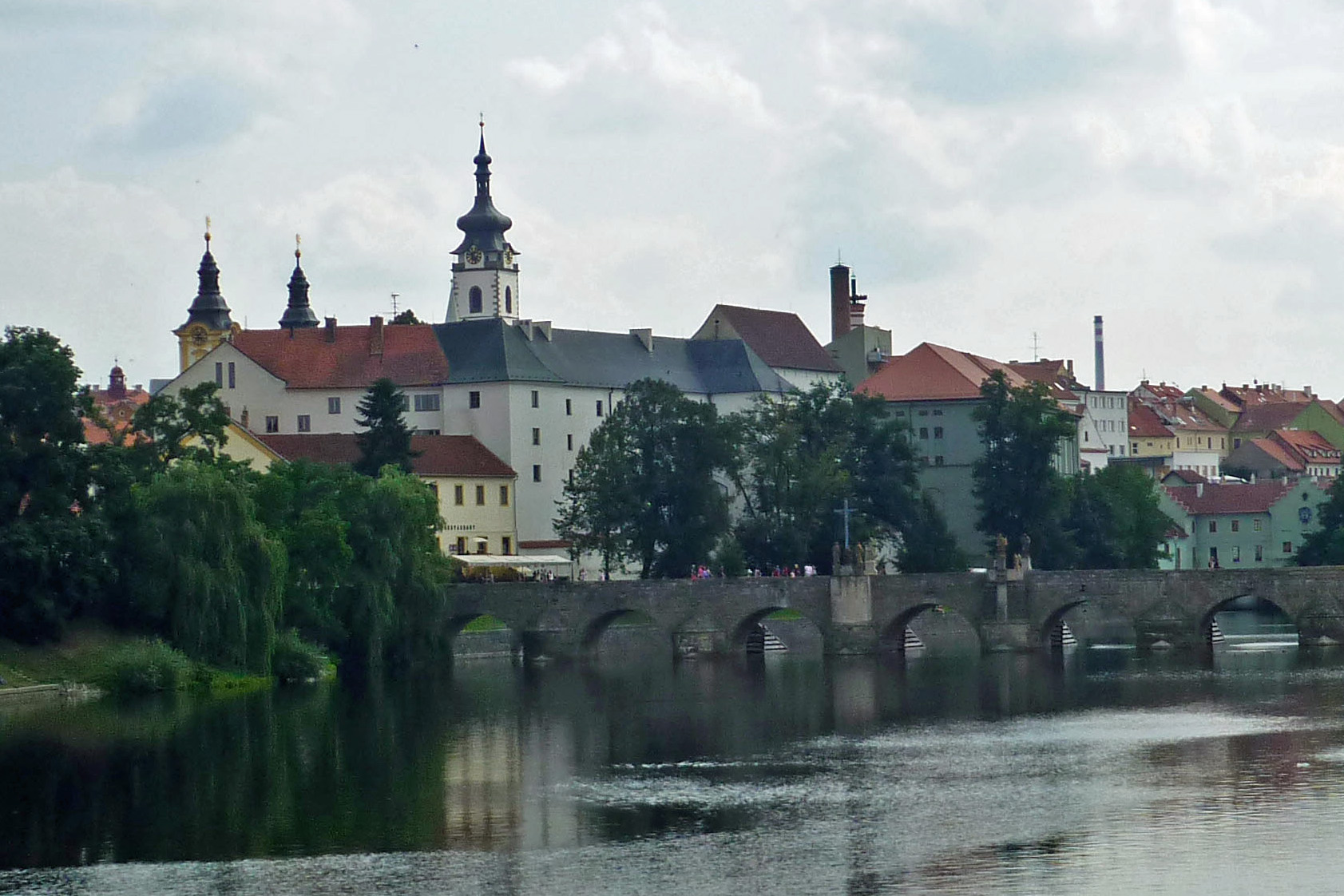
Písek

- Písek mit mittelalterlichem Stadtkern
- Orlík-Talsperre
- Burg Orlík nad Vltavou und Burg Zvíkov
- Naturpark rybník Řežabinec
- Albrechtice nad Vltavou mit romanischer Kirche
- Zwei mittelalterliche Kleinburgen und ein barockes Herrenhaus in Kestřany
- Cerhonice (barockes Herrenhaus)
- Mirovice (Kirche)
- Smetanova Lhota (barockes Jagdschloss)

Jährlich besuchen 275 Tausend Erholungssuchende den Bezirk, davon 21 Tausend Ausländer, die in über 7.500 Betten untergebracht werden können.
Die Gemeinde Dražíč wechselte am 1. Januar 2007 in den Okres České Budějovice.

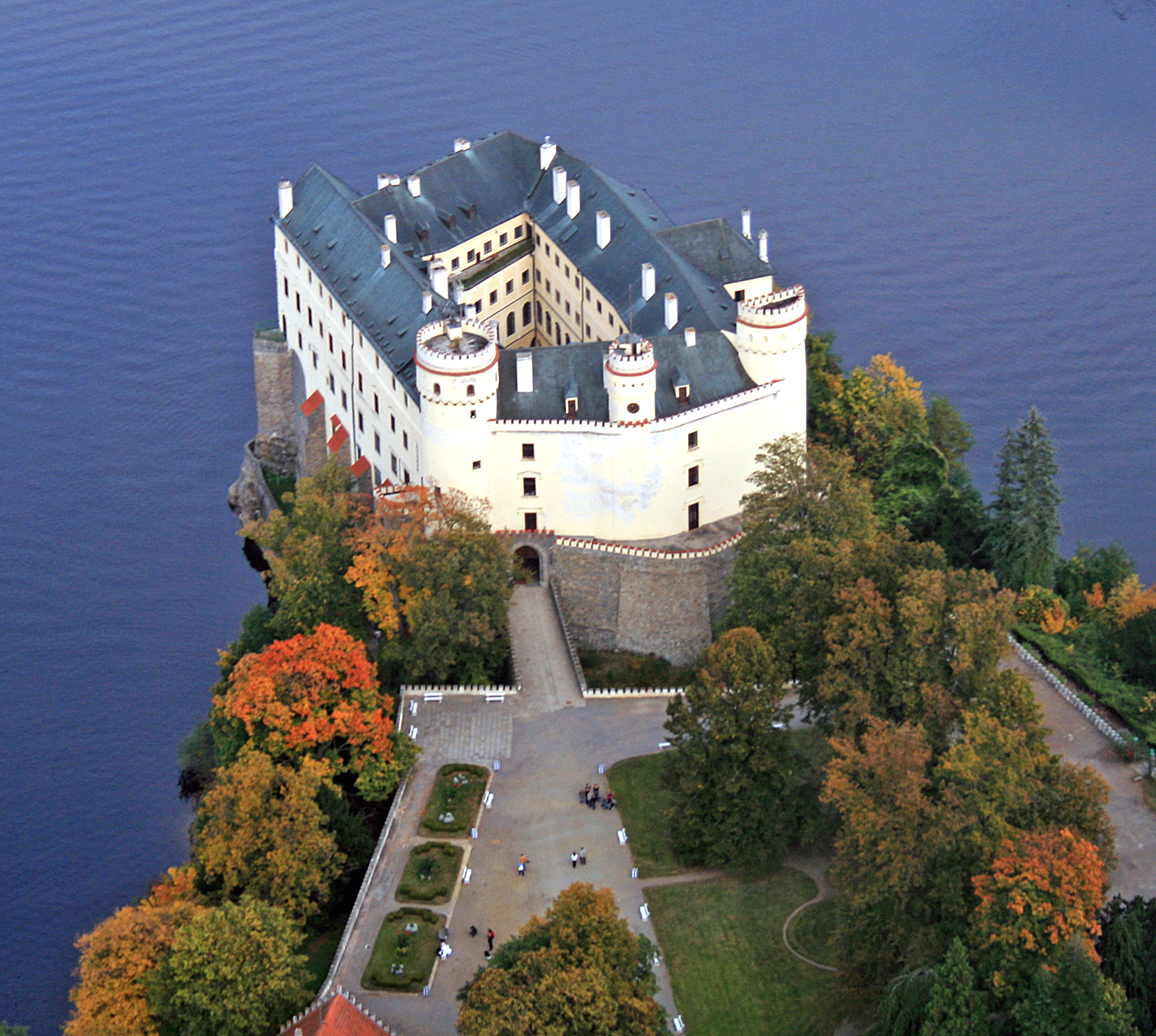
Burg Orlík nad Vltavou und die Orlík-Talsperre
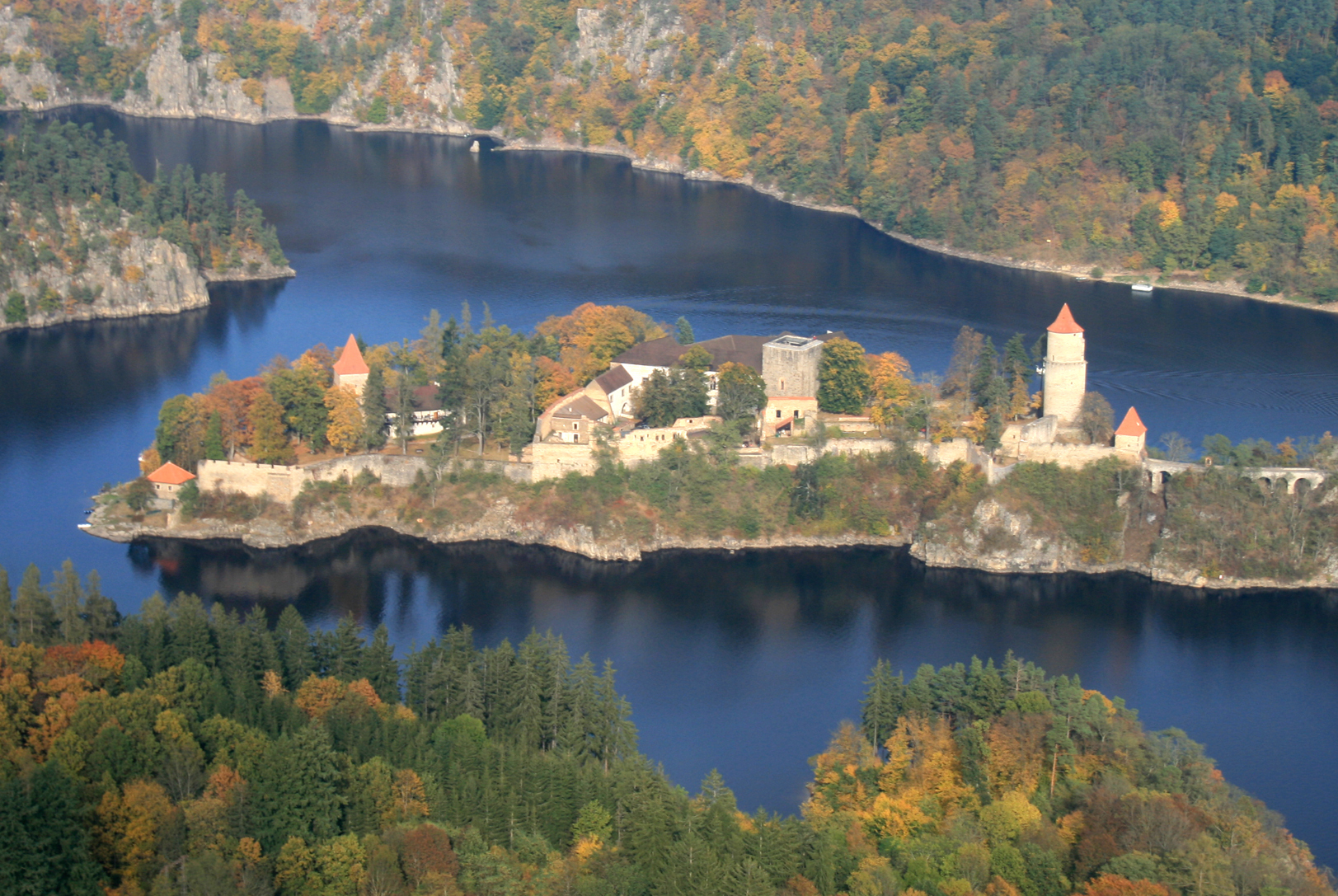
Burg Zvíkov
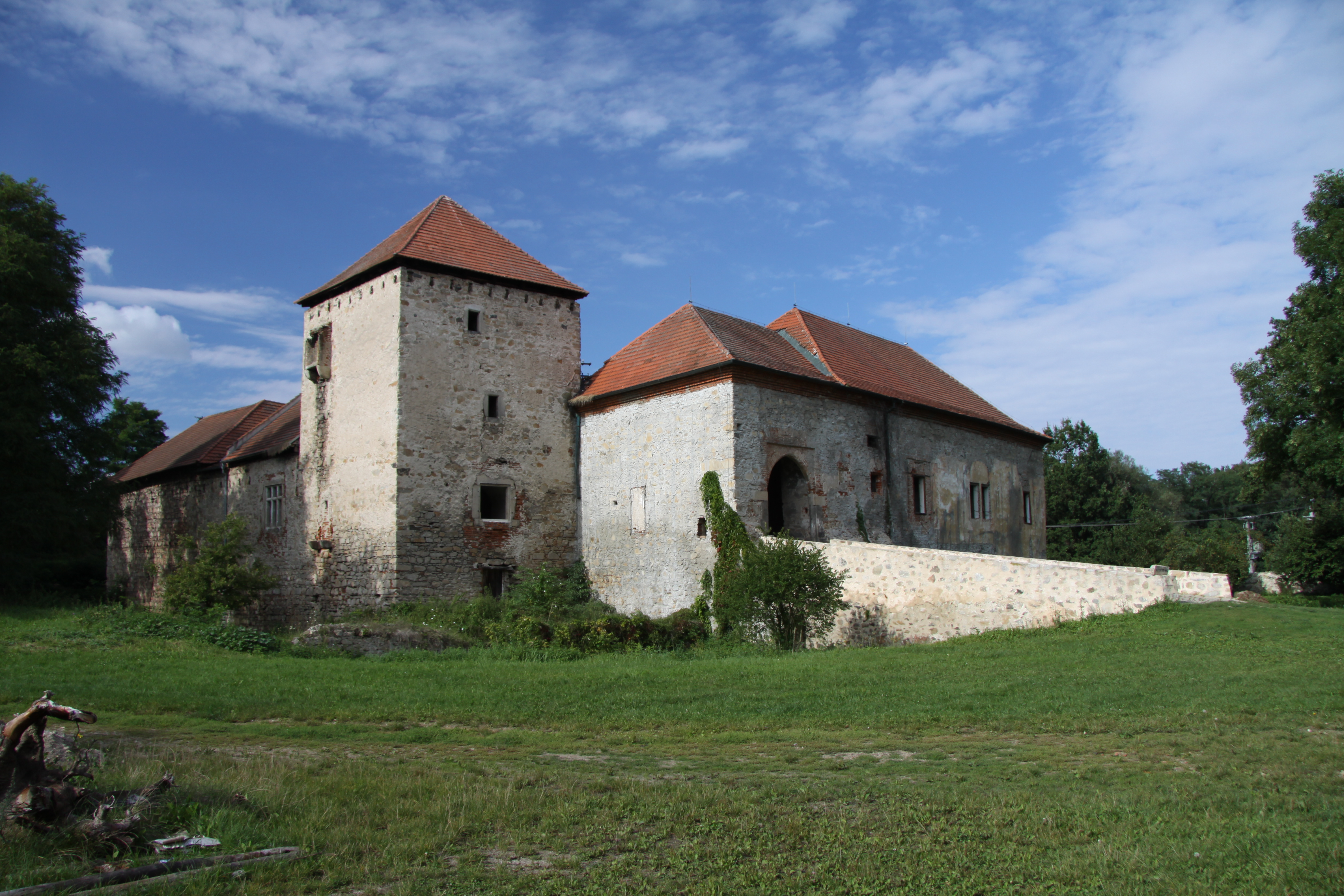
Oberburg in Kestřany
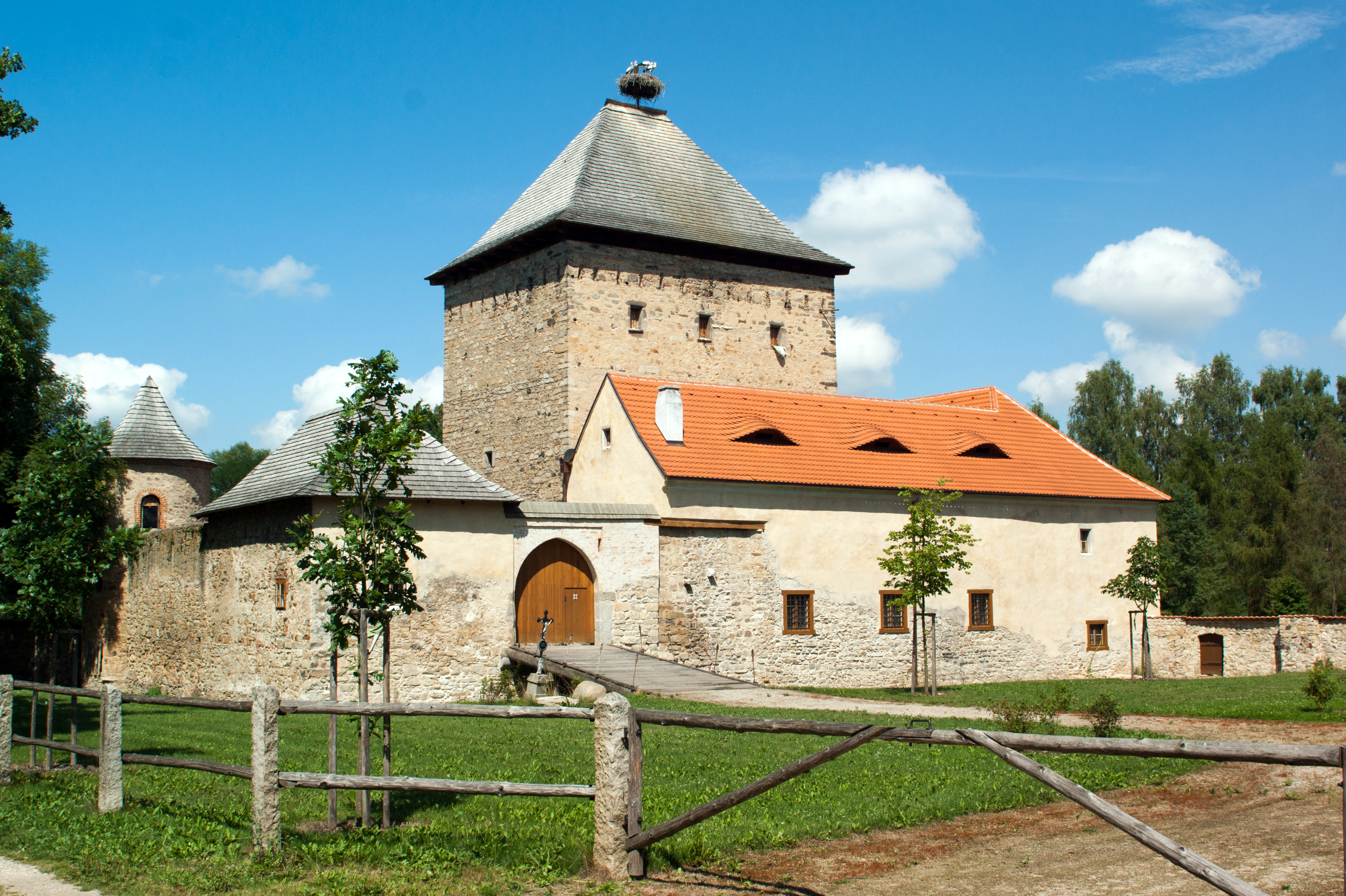
Niederburg in Kestřany
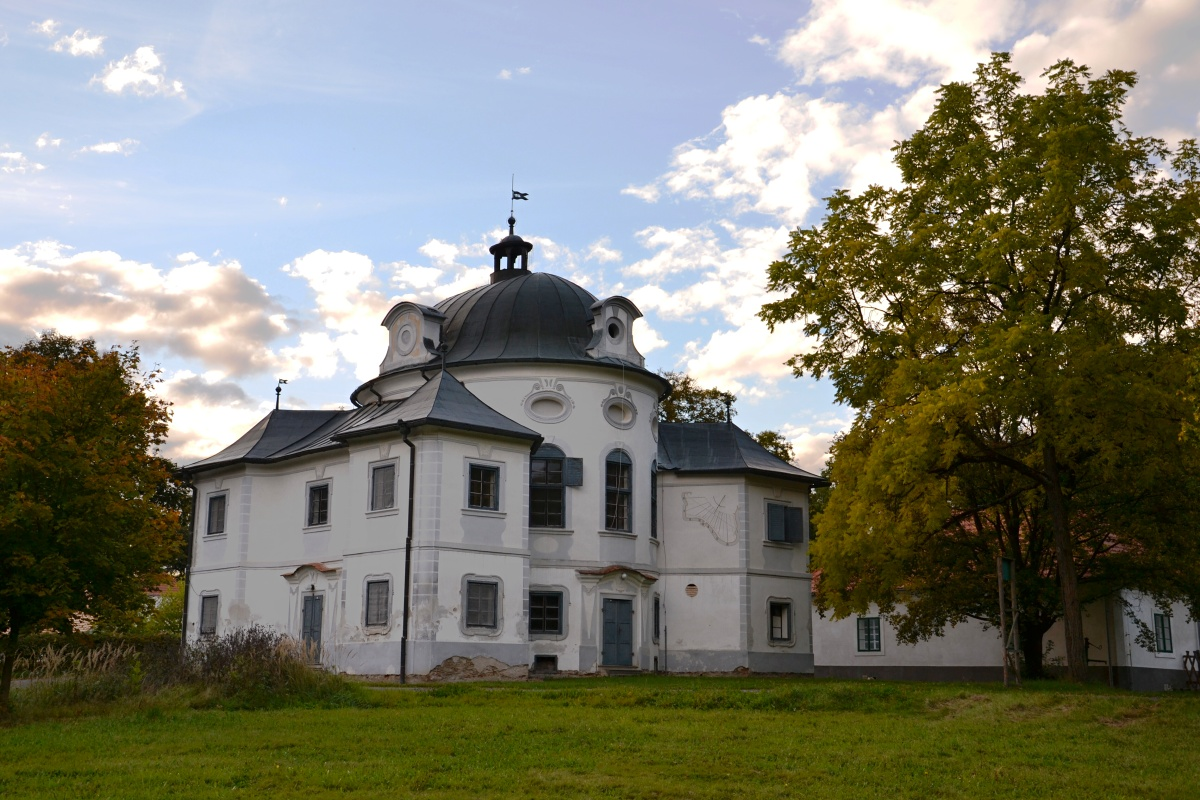
Jagdschloss Karlov in Smetanova Lhota